# Пьедра, Карлос Мануэль
Карлос Мануэль Пьедра (исп. Carlos Manuel Piedra; 1895, Генерал-капитанство Куба — 1988, Гавана) — кубинский политический и государственный деятель, дипломат, и. о. Президента Кубы (январь 1959), юрист, судья
Работал судьёй Верховного суда. К 1959 году был старейшим судьёй на Кубе и по закону назначен военной хунтой во главе с Эулогио Кантильо после отставки Фульхенсио Батисты временным президентом военной хунтой во главе с Эулогио Кантильо после отставки Батисты 1 января 1959 года во время кубинской революции. Занимал пост один день, и в тот же день Фидель Кастро назначил Мануэля Уррутиа Льеса преемником Пьедры.
Позже назначил послом Республики Куба в Риме (Италия).
Был последним президентом Кубы, который родился при испанских колониальных властях на острове.